# Die Tuivelsminne
Die Tuivelsminne war eine der ersten österreichischen Mittelalterszene-Bands und prägend für die Entwicklung des Genres in Österreich.

## Geschichte
Die Tuivelsminne wurde im Dezember 1997 von drei Musikern mit den Künstlernamen Rabenbrot (Thomas Trifter), Krehpain der Sackpfeifer (Stefan Sanzenbecker) und Arnulf das Schandmaul (Arnulf Zeilner) gegründet. Wie in der Mittelalterszene üblich haben sie einen alt wirkenden Begriff als Bandnamen gewählt, wobei das Wort aus einem Zitat von Walther von der Vogelweide stammt und im Zusammenhang „enttäuschte Liebe“ bedeutet. Die Musiker traten zuvor ab Mitte der 1990er Jahre solo als Spielmänner auf den ersten Mittelalterfesten in Österreich auf.

Die Tuivelsminne gilt als erste österreichische Mittelalterszene-Band mit eigenem Merchandising. Das Markenzeichen der Gruppe waren die Ziegenfellhosen der Spielleute, die als Österreicher damit einen alpinen Bezug zum eigenen Land ausdrücken wollten – zugleich waren die Perchtenhosen aber auch eine Anspielung auf den Namensgeber.
Charakteristisch für ihre Musik waren die bombastischen Dudelsäcke und das Schlagwerk, die um Instrumente wie Streichpsalter, Drehleier und Schalmei ergänzt wurden.

## Konzerte
Die Tuivelsminne hat es im Laufe ihrer Karriere geschafft, auch außerhalb der Mittelalterszene wahrgenommen und auf Festivals verschiedenster Ausrichtungen eingeladen zu werden. Einige ihrer bekannten Konzerte waren:
- 2004: Burgfest Tittmoning[4]
- 2005: Wave-Gotik-Treffen in Leipzig
- 2007: mit Corvus Corax im Planet Music in Wien[5]
- 2007: Wackelsteinfestival (internationales Folkfestival in Amaliendorf)[6]
- 2008: Festival Mediaval in Selb[7]
- 2009: Seckauer Kulturwoche(n)[8]

## Diskografie
Demos
- 2000: Lokis Lachen

Studioalben
- 2001: Viehtrieb
- 2006: Im Osten nichts Neues

Samplerbeiträge
- 2003: Miroque Vol. VIII (Kompilation; „Altai“)
- 2004: Zeltklänge (Kompilation vom Mittelaltermagazin Karfunkel; „Altai“)
- 2006: pax Vol. 4 (Kompilation vom Mittelaltermagazin Pax et gaudium; „Bacchus“)[9]

## Umbesetzungen und Auflösung
Schon kurz nach der Gründung war klar, dass die Trommelsektion ausgebaut werden sollte, zumal Thomas Trifter von der Landsknechttrommel auch zu den Melodieinstrumenten wechselte. Die wurde durch den Einstieg von Martin Temper (in der Anfangsphase „der fromme Martin“, in weiterer Folge „der irre Martin“) an der Davul, kurze Zeit später durch Helmut Chang („der Mongole“), der Jazzschlagzeug studiert hatte, an allen weiteren Trommeln und percussiven Instrumenten komplettiert. 2005 konnte mit Karl-Heinz Krug („Ziegenbart“) ein weiterer erfahrener Musiker mit enormer Bühnenpräsenz gewonnen werden. Im Zuge der Arbeiten zur zweiten CD 2006 und der damit verbundenen Änderung der Arbeitsweise der Band trennte man sich von Thomas Trifter. Arnulf Zeilner stieg 2008 aus der Tuivelsminne aus, um sich gänzlich um seine Familie und sein Projekt „die Schandgesellen“ kümmern zu können. Statt ihm wurde Helmut Grabherr („Blasius der Blasenschwache“) aufgenommen, der sich schon bei den Gruppen Lapis Serpentis, Ebriosi und Wutas einen Namen gemacht hatte. Ihre letzten Konzerte spielte die Tuivelsminne 2010 auf der XVI. Eggenburger Zeitreise ins Mittelalter, auf dem sie seit ihrer Gründung jedes Jahr gespielt hatten. Auf der XX. Zeitreise ins Mittelalter Eggenburg trat die Tuivelsminne 2014 zum letzten Mal auf und spielten dort – als Gratulant zum Jubiläum – das große Abendkonzert am Hauptplatz.